# Beulen

Abb. 1: Stegbeulen bei einem geschweißten Doppel-T-Träger unter gleichmäßiger axialer Druckbelastung. Die roten und blauen Linien sind Höhenlinien für das Ausweichen des Steges in entgegengesetzte Richtung.

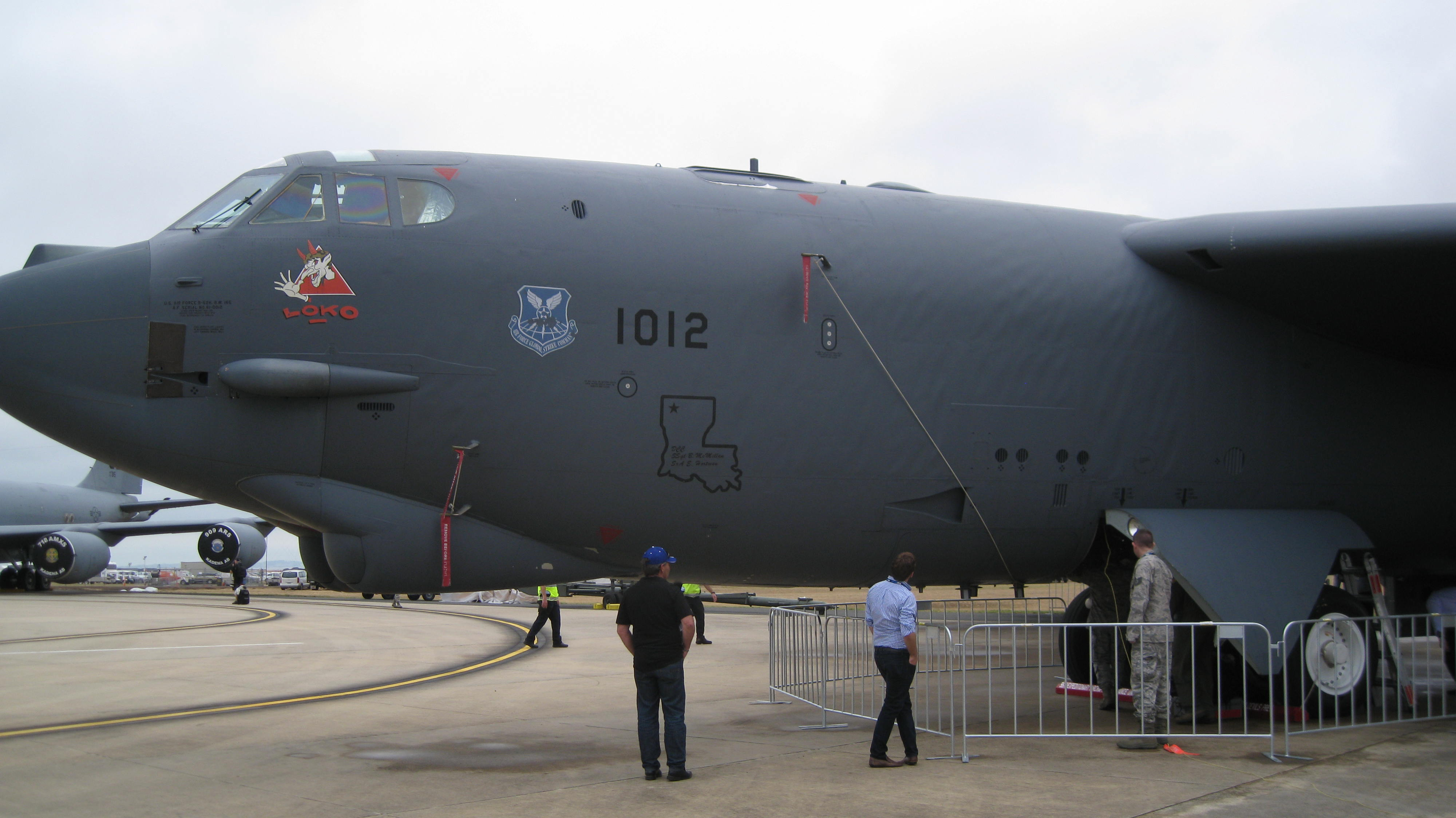
Das Aluminiumblech einer B-52 beult in Form kleiner Dellen. Durch den Verbund mit den Stringern bleibt die Tragfähigkeit der Außenhaut erhalten.

Unter Beulen versteht man in der Technischen Mechanik:
- das Ausweichen von Scheiben, deren Belastung (im Wesentlichen) einen Scheibenspannungszustand darstellt, aus ihrer Ebene
- das Ausweichen von Schalen, deren Belastung (im Wesentlichen) einen Membranspannungszustand darstellt
  - beispielsweise das Ausweichen von Druckbehältern in Richtung der Flächennormalen unter Innen-[1][2][3] oder Außendruck[4].

Voraussetzung für das Beulen ist, dass in der Plattenebene bzw. der Schalenfläche mindestens in einer Richtung Druckspannungen bestehen.
Beispiele für das Plattenbeulen sind das Beulen (Welligwerden) der Gurte oder Stege von Doppel-T- oder U-Trägern.
Verstärkungselemente an ebenen Tragelementen gegen das Beulen werden als Beulsteife bezeichnet.
Durch Wölbstrukturieren werden dünnwandige, meist zylinderförmige Materialien mit einem regelmäßigen Raster kleiner Dellen vorstrukturiert, wodurch sich die Steifigkeit gegenüber unplanmäßigem Beulen erhöht.

## Mathematische Erfassung
Zur mathematischen Erfassung des Beulens müssen die Gleichgewichtsbedingungen stets für den bereits ausgebeulten Zustand des Bauteiles (Platte oder Schale) aufgestellt werden (Theorie II. Ordnung, s. u. Baustatik). Die Gleichungen führen (bei Vernachlässigung von Imperfektionen) auf ein Eigenwertproblem. Der erste Eigenwert bestimmt dann die kleinste Verzweigungslast, bei der das Beulen auftreten kann.
Die Lösung des Eigenwertproblems erfolgt in der Regel näherungsweise durch numerische Methoden, z. B. mittels der Finite-Elemente-Methode.
Abbildung 1 zeigt als Beispiel eine Beulfigur, die in diesem Fall den niedrigsten Eigenwert liefert.

## Beullast
Ist die Platte seitlich gehalten, so wird sie am Knicken gehindert. Sie nimmt stattdessen die doppelt gekrümmte Form einer Beule an, wobei die Anzahl der Beulen vom Seitenverhältnis abhängt. Die Beullast des seitlich gehaltenen Stabes liegt immer über der Beullast des nicht seitlich gehaltenen Stabes. Die reale Beullast ist wegen der unvermeidlichen Imperfektionen stets kleiner als die ideale Beullast. Bei gedrungenen Querschnitten ist die Streckgrenze maßgebend.
Eine Platte, die seitlich nicht gehalten ist, trägt wie ein Knickstab; in diesem Fall liegt kein Beulproblem vor.

## Knickstabähnliches Verhalten

Abb. 2: Träger mit und ohne knickstabähnlichem Verhalten

Bei Platten mit großem Seitenverhältnis (oberster Träger in Abb. 2) können sich die Spannungen in die versteiften Ränder umlagern. Solche Platten (Plattenbalken) besitzen kein knickstabähnliches Verhalten, sie beulen stattdessen (Plattenbeulen).
Bei Platten mit geringem Seitenverhältnis (mittlerer Träger in Abb. 2) oder stark ausgesteiften Platten (unterer Träger in Abb. 2) nimmt die Beulform eine einachsig gekrümmte Form an und trägt mehr wie ein Knickstab als wie eine Platte. Solche Platten besitzen fast keine überkritischen Tragreserven.
Das knickstabähnliche Verhalten wird mit einem Wichtungsfaktor {\displaystyle \xi } berücksichtigt, der gemäß der Norm aus der idealen kritischen Beulspannung {\displaystyle \sigma _{cr,p}} und der idealen kritischen Knickspannung {\displaystyle \sigma _{cr,c}} berechnet wird:
{\displaystyle \xi ={\frac {\sigma _{cr,p}}{\sigma _{cr,c}}}-1}
Der Wichtungsfaktor entscheidet, ob reines Beulen, reines Knicken oder eine gemischte Form vorliegt:
- bei sehr großer Beulspannung liegt reines Beulen vor:

{\displaystyle {\begin{aligned}\sigma _{cr,p}&\gg \sigma _{cr,c}\\\Rightarrow \xi &\gg 1\end{aligned}}}
- sind Beul- und Knickspannung gleich, so liegt reines Knicken vor:

{\displaystyle {\begin{aligned}\sigma _{cr,p}&\approx \sigma _{cr,c}\\\Rightarrow \xi &\approx 0\end{aligned}}}.

## Nachweis der Tragfähigkeit
Die Tragfähigkeit kann durch zwei verschiedene Modelle nachgewiesen werden:
- Nach dem Modell der wirksamen Spannungen wird die maximal aufnehmbare Spannung errechnet und der vorhandenen Spannung gegenübergestellt. Bei diesem Modell ist der schwächste Teil des Querschnitts maßgebend.
- Nach dem Modell der wirksamen Breiten werden die wirksamen Breiten durch das Beulen ermittelt, und der Nachweis wird mit dem so geschwächten Querschnitt geführt. Dieses Modell bringt höhere Tragfähigkeiten, weil es den Träger als Ganzes erfasst.

Mit folgendem Formelapparat kann die Tragfähigkeit für unausgesteifte Beulfelder nachgewiesen werden. Die Formeln stammen aus dem Eurocode 1993-1-5. Nach der DIN 18800-2 und DIN 18800-3 werden andere Formelzeichen verwendet, aber inhaltlich dieselbe Berechnung durchgeführt.
Mit {\displaystyle \rho _{c}} (s. u.) als Abminderungsfaktor kann die Streckgrenze reduziert und der Spannungsnachweis nach dem Modell der wirksamen Spannungen geführt werden.
Alternativ kann der Abminderungsfaktor verwendet werden, um die wirksame Stegbreite zu berechnen und damit den Querschnittsnachweis nach dem Modell der wirksamen Breiten zu führen.
Bezogene Beulschlankheit:
{\displaystyle {\overline {\lambda }}_{p}={\frac {b}{t\cdot 28{,}43\cdot \varepsilon \cdot {\sqrt {k_{\sigma }}}}}}
mit
- der Blechdicke t
- {\displaystyle \varepsilon ={\sqrt {\frac {235}{f_{yk}}}}}
  - der Streckgrenze {\displaystyle f_{yk}}
- dem Beulwert {\displaystyle k_{\sigma }} (berechnet nach DIN EN 1993-1-5 oder aus Kurventafeln nach Klöppel/Scheer/Möller).

Abminderungsfaktor für Beulen:
{\displaystyle \rho _{p}={\frac {{\overline {\lambda }}_{p}-0{,}055\cdot (3+\psi )}{{\overline {\lambda }}_{p}^{2}}}}
mit dem Randspannungsverhältnis {\displaystyle \psi }.
Ideale Knickspannung:
{\displaystyle \sigma _{cr,c}={\frac {\pi ^{2}\cdot E\cdot t^{2}}{10{,}92\cdot a^{2}}}}
mit dem E-Modul {\displaystyle E}.
Bezogene Knickschlankheit:
{\displaystyle {\overline {\lambda }}_{ki}={\sqrt {\frac {f_{yk}}{\sigma _{cr,c}}}}}
Abminderungsfaktor für Knicken:
{\displaystyle \chi _{c}={\frac {1}{k+{\sqrt {k^{2}-{\overline {\lambda }}_{ki}^{2}}}}}}
mit
- {\displaystyle k=0{,}5\cdot (1+\alpha \cdot ({\overline {\lambda }}_{ki}-0{,}2)+{\overline {\lambda }}_{ki}^{2})}
  - {\displaystyle \alpha } hängt vom Träger ab.

Wichtungsfaktor: s. o.
Interaktion zwischen Beulen und Knicken:
{\displaystyle \rho _{c}=(\rho _{p}-\chi _{c})\cdot \xi \cdot (2-\xi )+\chi _{c}}

## Berechnung der Tragfähigkeit bei Rohren
Bei Rohren differenziert man zwei Arten der Beulbeanspruchung.

### Beulen aufgrund des Kreisdrucks auf Axialzylinder
Dabei verformt sich der Mantel des Rohres zu einem schachbrettartigen Muster. Unter Annahme eines metallischen Werkstoffes, der eine Querkontraktionszahl von 0,3 hat (z. B. Stahl), vereinfacht sich das Problem. In der Theorie ergibt sich eine wesentlich geringere Festigkeit als in der Praxis, die wie folgt ermittelt wird:
- bei nahtlosen Rohren:

{\displaystyle \sigma _{\text{Beulung}}=0{,}5\cdot E{\frac {t}{d}}}
- bei geschweißten Rohren:

{\displaystyle \sigma _{\text{Beulung}}=0{,}3\cdot E{\frac {t}{d}}}
jeweils mit
- dem Elastizitätsmodul {\displaystyle E}
- der Wanddicke {\displaystyle t}
- dem Durchmesser {\displaystyle d}.

### Beulen aufgrund äußeren Überdrucks bzw. inneren Unterdrucks
In den AD Merkblättern 2000 – B6 wird die allgemeine Formel beschrieben. Unter Annahme eines metallischen Werkstoffes, der eine Querkontraktionszahl von 0,3 hat, vereinfacht sich das Problem sehr und in der Theorie ergibt sich ein wesentlich höherer äußerer Überdruck als in der Praxis, der wie folgt beschrieben wird, sofern {\displaystyle l/d>3} ist:
{\displaystyle p_{\text{Beulung}}=2{,}2\cdot E\left({\frac {t}{d}}\right)^{3}}
Sofern die Beziehung 0,2 < {\displaystyle l/r} < 5 eingehalten wird, gilt wiederum die in Versuchen festgestellte geringere Tragfähigkeit mit:
{\displaystyle p_{\text{Beulung}}=0{,}65\cdot E\cdot {\frac {r}{l}}\cdot \left({\frac {t}{r}}\right)^{\frac {5}{2}}}
wobei
{\displaystyle p_{\text{Beulung}}} der zulässige Druck, {\displaystyle E} der Elastizitätsmodul, {\displaystyle t} die Wanddicke, {\displaystyle d} der Durchmesser, {\displaystyle r} der mittlere Radius des Zylindermantels und {\displaystyle l} die Länge des Zylinders ist.
Um die zulässigen Werte zu erhalten, ist noch die Reduktion aufgrund des gewählten Sicherheitskonzeptes zu berücksichtigen.